# جامعة وين ستيت
جامعة وين ستيت (بالإنجليزية: Wayne State University)‏ هي جامعة أبحاث عامة موجودة في ديترويت ميشيجان بالولايات المتحدة؛ الجامعة تم تاسيسها عام 1868 وتتكون من 13 كلية تعرض 370 برنامجا ل29 ألف طلب جامعي وما بعد الجامعي؛ الجامعة هي حاليا ثالث أكبر جامعة في ميتشيجان ومن أكبر 50 جامعة في الولايات المتحدة؛ حرم الجامعة يغطي مساحة 822 ألف متر مربع ويحتوي على أكثر من 100 مبنى.

## وصلات خارجية
- جامعة وين ستيت (بالإنجليزية)
  - نتطلع إلي الترحيب بك في جامعة وين ستيت بمدينة ديترويت! (بالعربية)